# Кузнечик (пирог)
Пиро́г «Кузне́чик» (англ. grasshopper pie) — американский муссовый пирог без выпечки с корочкой из шоколадной крошки. Он ассоциируется с весной и особенно с празднованием Пасхи в США. Пирог получил своё название от коктейля «Кузнечик».

## Приготовление
Начинка для пирога готовится путём накладывания взбитых сливок на маршмэллоу или сливочный сыр. Версия со сливочным сыром готовится с добавлением зелёного пищевого красителя в смесь сгущённого молока со сливочным сыром, затем аккуратно добавляется крошка мятного печенья, покрытого шоколадом, и сверху пирог покрывается слоем взбитых сливок. В качестве альтернативы растопленное маршмэллоу можно аккуратно смешать со свежими взбитыми сливками. Начинка пропитана мятным и шоколадным ликёром, которые придают муссу характерный зелёный цвет. Также для придания цвета можно использовать шпинат. Корж делается из крошки шоколадного печенья, как вариант можно приготовить из раскрошенного сэндвичевого печенья типа Oreo или растопить шоколад в пароварке и смешать с хрустящими рисовыми хлопьями, затем выложить смесь в форму для пирога и дать ей застыть в холодильнике.

## Вариации
Пирог «Кузнечик» также можно приготовить как пирог с мороженым. Светлый пирог «Кузнечик» готовится из измельчённых ананасов, белого мятного крема и шоколадного ликёра, и поэтому называется «светлым», потому что в нём отсутствует зелёный цвет, как в оригинальной версии.